# Rajidae
Famille
Les Rajidae sont une famille de raies.

## Liste des genres
| Selon World Register of Marine Species (12 novembre 2023) : - genre Amblyraja Malm, 1877 - genre Arctoraja Ishiyama, 1958 - genre Beringraja Ishihara, Treloar, Bor, Senou & Jeong, 2012 - genre Breviraja Bigelow et Schroeder, 1948 - genre Caliraja Ebert, 2022 - genre Dactylobatus Bean et Weed, 1909 - genre Dentiraja Whitley, 1940 - genre Dipturus Rafinesque, 1810 - genre Hongeo Jeong & Nakabo, 2009 - genre Leucoraja Malm, 1877 - genre Malacoraja Stehmann, 1970 - genre Neoraja McEachran et Campagno, 1982 - genre Okamejei Ishiyama, 1958 - genre Orbiraja Last, Weigmann & Dumale, 2016 - genre Raja Linnaeus, 1758 - genre Rajella Stehmann, 1970 - genre Rostroraja Hulley, 1972 - genre Zearaja Whitley, 1939 | Selon ITIS (14 octobre 2014) : - genre Amblyraja Malm, 1877 - genre Breviraja Bigelow et Schroeder, 1948 - genre Dactylobatus Bean et Weed, 1909 - genre Dipturus Rafinesque, 1810 - genre Fenestraja McEachran et Compagno, 1982 - genre Gurgesiella de Buen, 1959 - genre Leucoraja Malm, 1877 - genre Malacoraja Stehmann, 1970 - genre Neoraja McEachran et Campagno, 1982 - genre Okamejei Ishiyama, 1958 - genre Raja Linnaeus, 1758 - genre Rajella Stehmann, 1970 - genre Rostroraja Hulley, 1972 | Selon FishBase (14 octobre 2014) : - genre Amblyraja Malm, 1877 - genre Arhynchobatis Waite, 1909 (placé par ITIS sous Arhynchobatidae) - genre Atlantoraja Menni, 1972 (placé par ITIS sous Arhynchobatidae) - genre Bathyraja Ishiyama, 1958 (placé par ITIS sous Arhynchobatidae) - genre Breviraja Bigelow et Schroeder, 1948 - genre Cruriraja Bigelow and Schroeder, 1948 (placé par ITIS sous Anacanthobatidae) - genre Dactylobatus Bean et Weed, 1909 - genre Dipturus Rafinesque, 1810 - genre Fenestraja McEachran et Compagno, 1982 - genre Gurgesiella de Buen, 1959 - genre Irolita Whitley, 1931 (placé par ITIS sous Arhynchobatidae) - genre Leucoraja Malm, 1877 - genre Malacoraja Stehmann, 1970 - genre Neoraja McEachran et Campagno, 1982 - genre Notoraja Ishiyama, 1958 (placé par ITIS sous Arhynchobatidae) - genre Okamejei Ishiyama, 1958 - genre Pavoraja Whitley, 1939 (placé par ITIS sous Arhynchobatidae) - genre Psammobatis Günther, 1870 (placé par ITIS sous Arhynchobatidae) - genre Pseudoraja Bigelow et Schroeder, 1954 (placé par ITIS sous Arhynchobatidae) - genre Raja Linnaeus, 1758 - genre Rajella Stehmann, 1970 - genre Rhinoraja Ishiyama, 1952 (placé par ITIS sous Arhynchobatidae) - genre Rioraja Whitley, 1939 (placé par ITIS sous Arhynchobatidae) - genre Rostroraja Hulley, 1972 - genre Sympterygia Müller et Henle, 1837 (placé par ITIS sous Arhynchobatidae) |

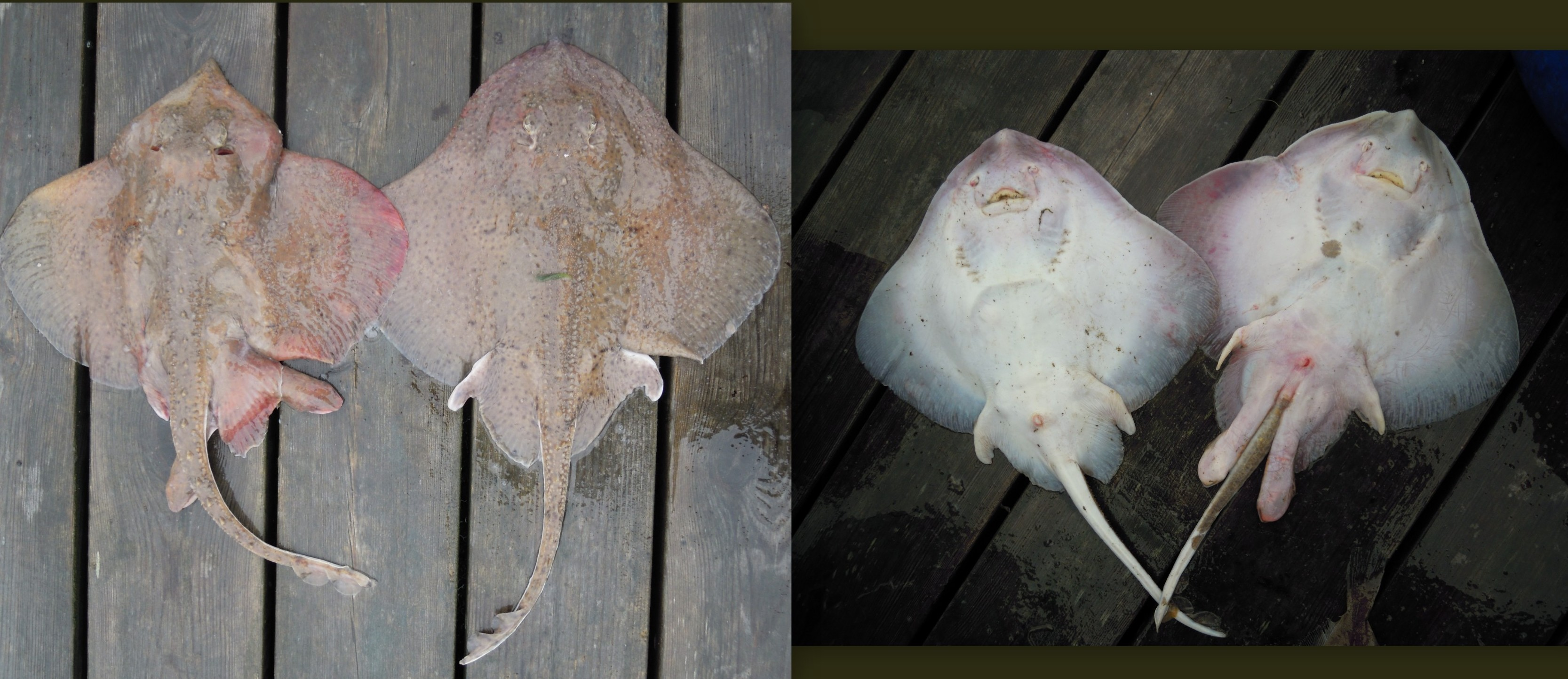
Amblyraja radiata
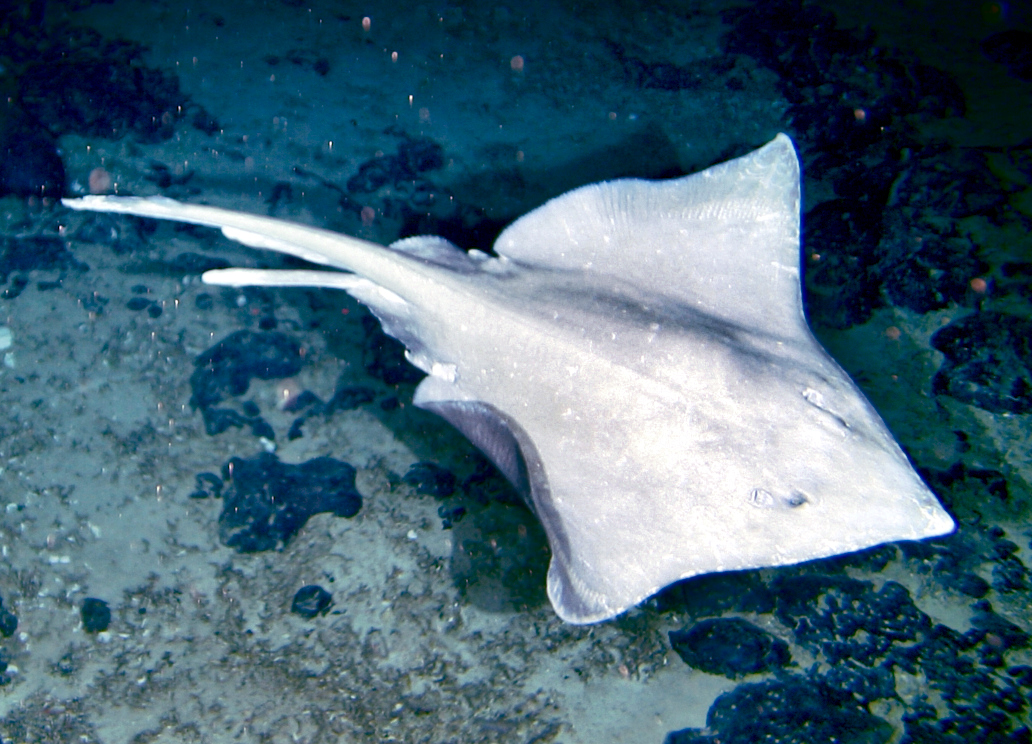
Bathyraja richardsoni
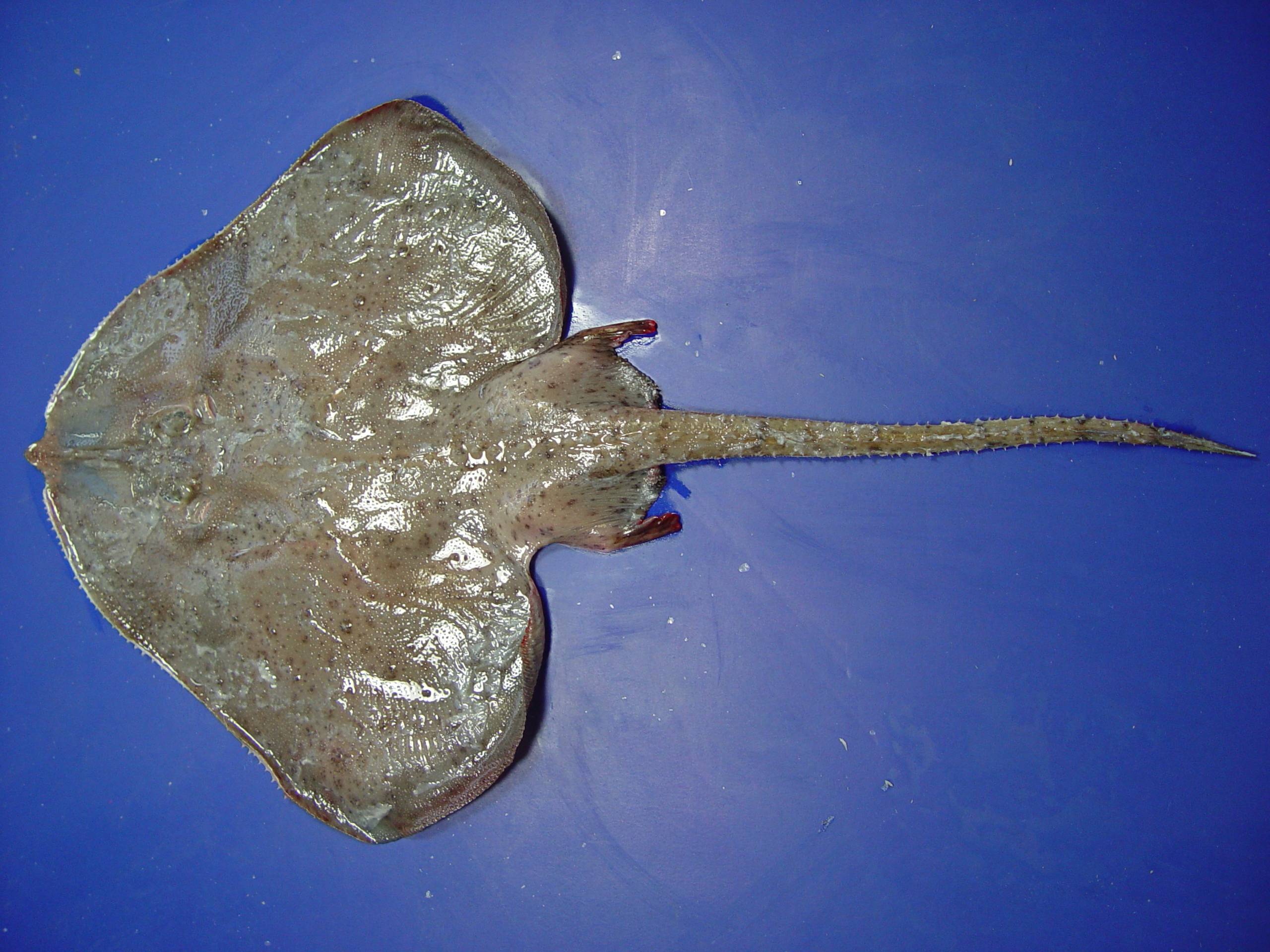
Breviraja spinosa
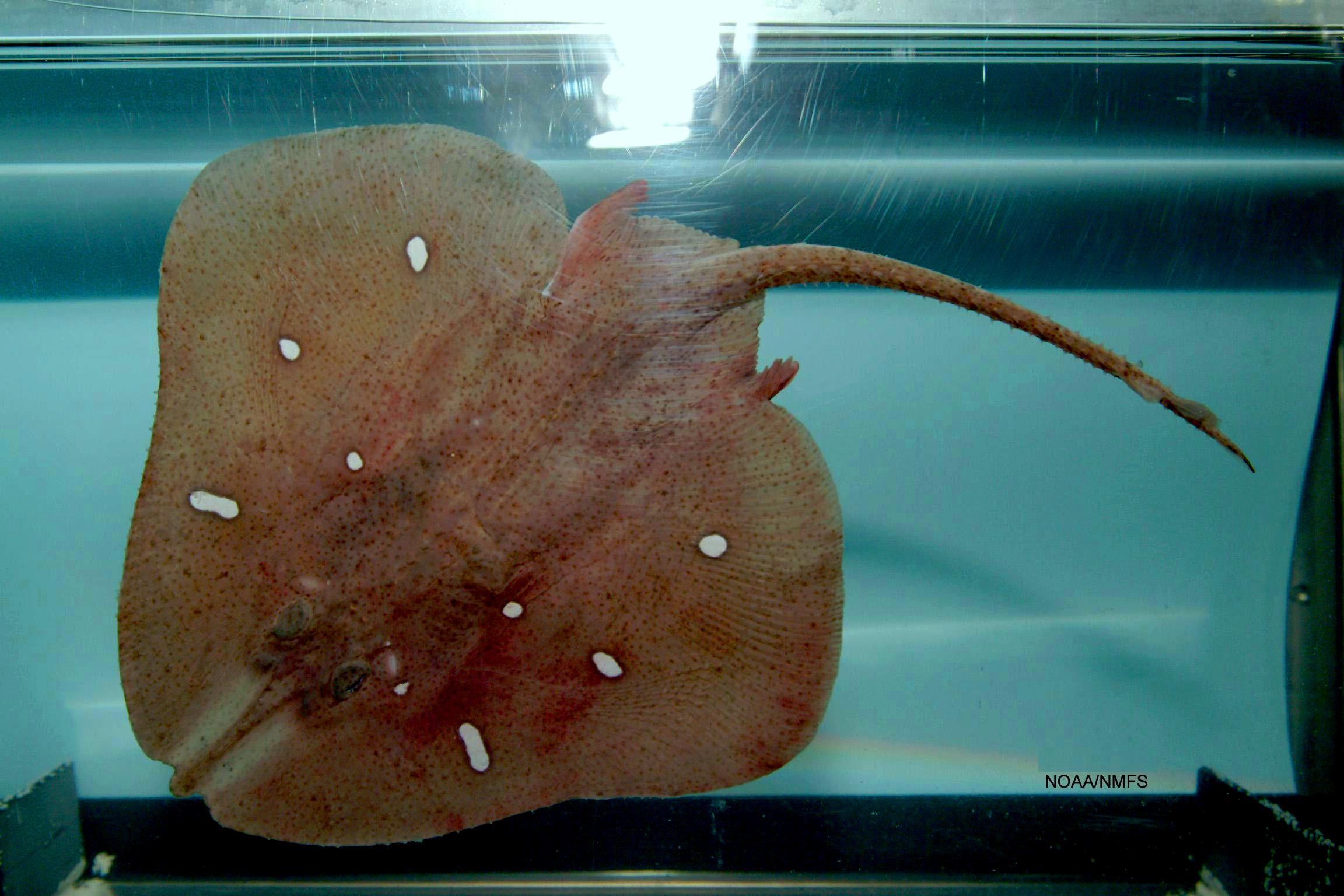
Dactylobatus clarkii
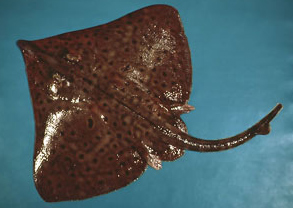
Dipturus laevis
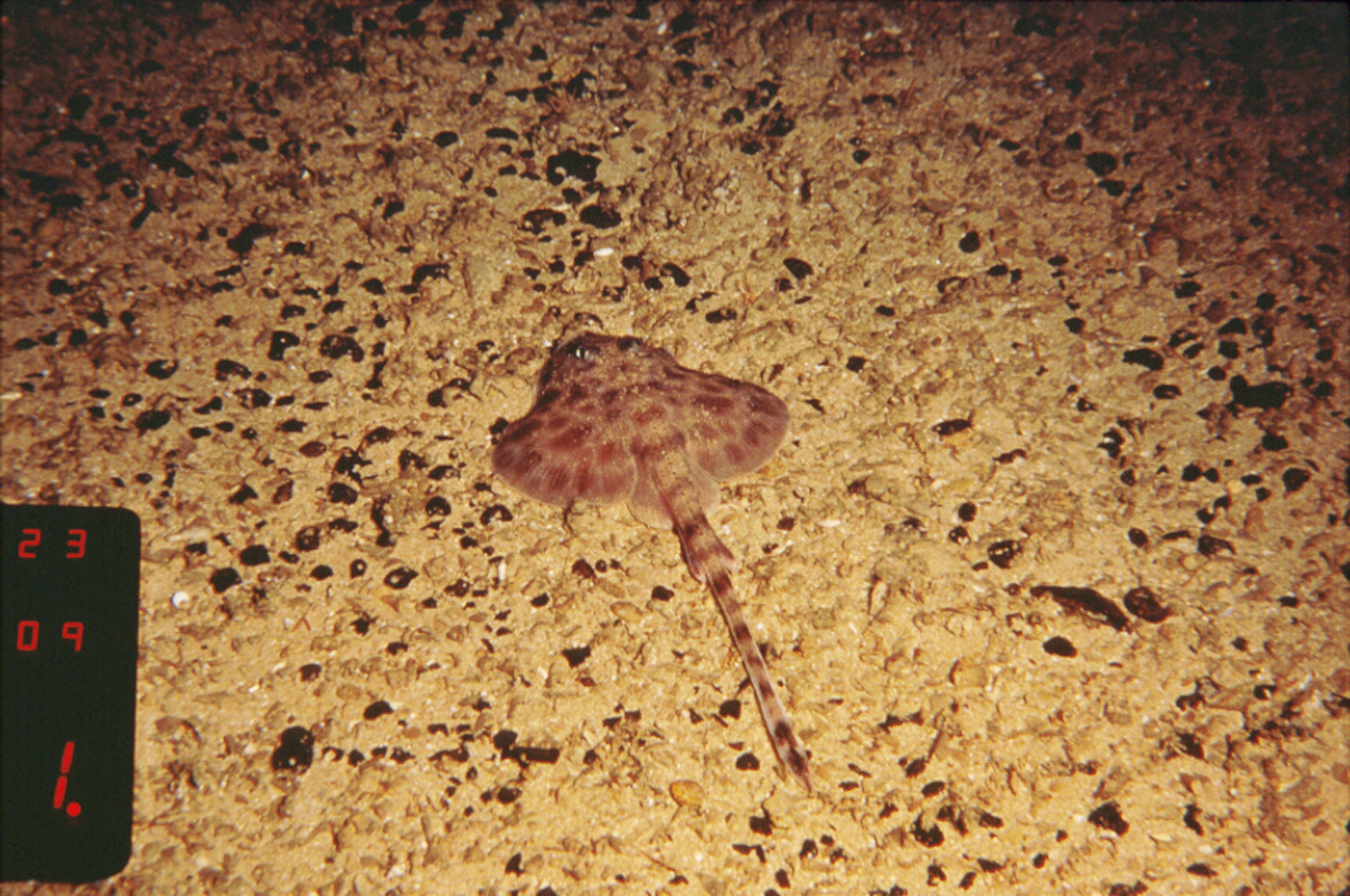
Fenestraja plutonia
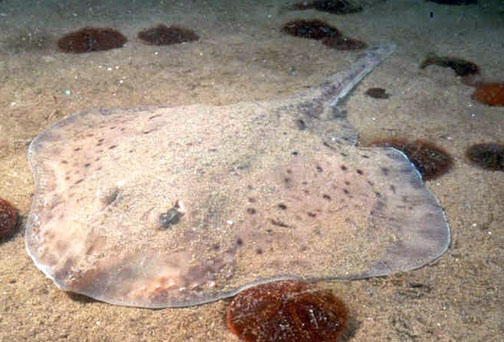
Leucoraja erinacea
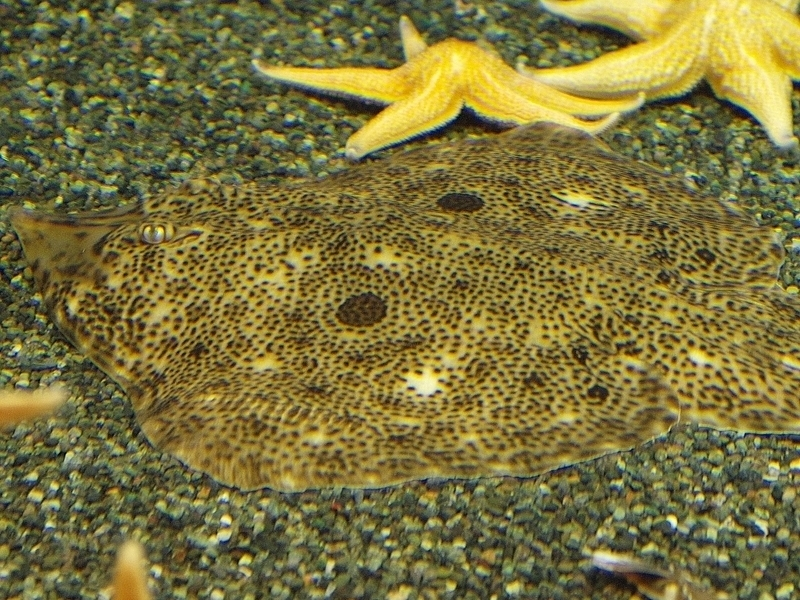
Okamejei kenojei
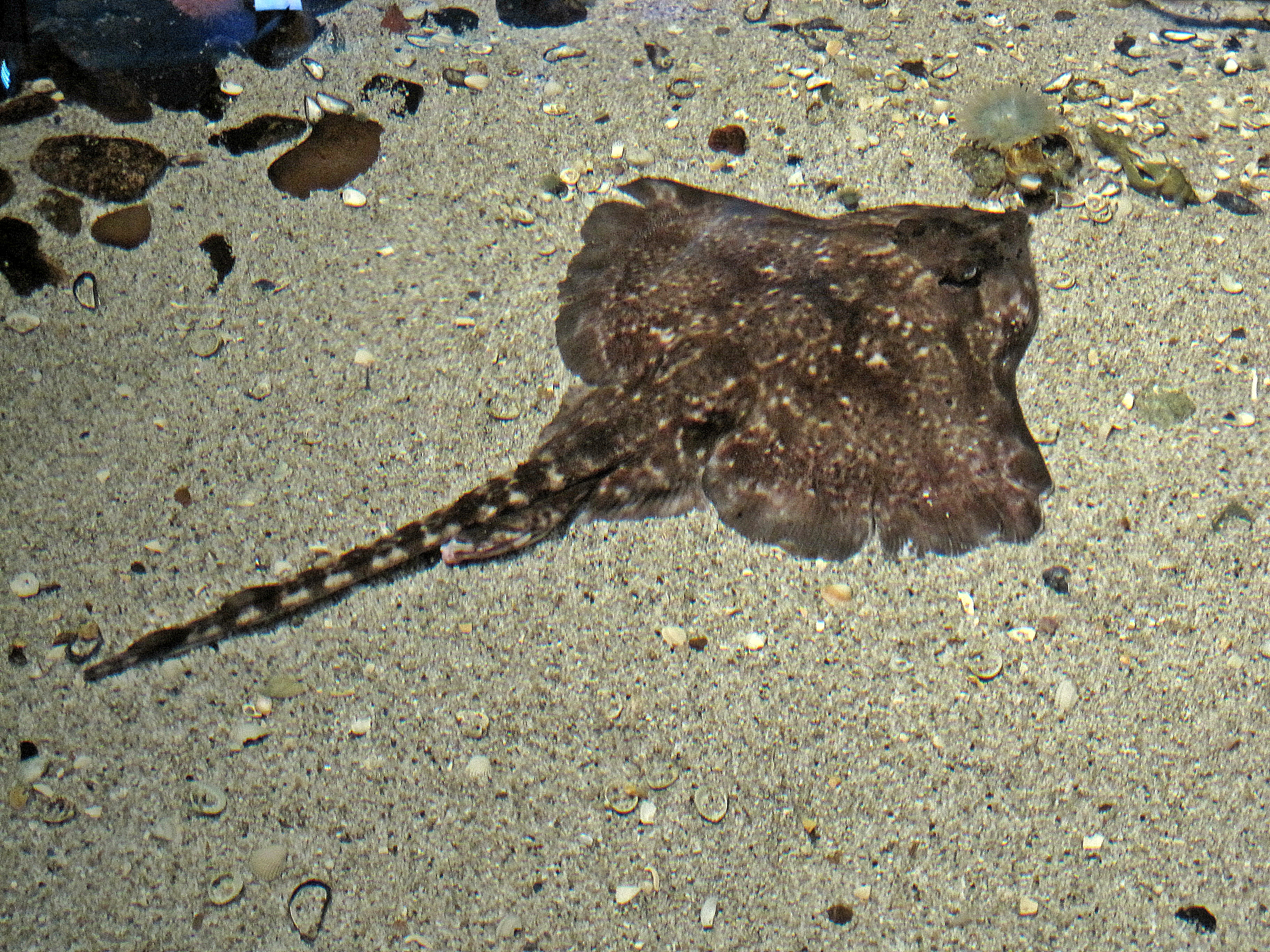
Raja clavata
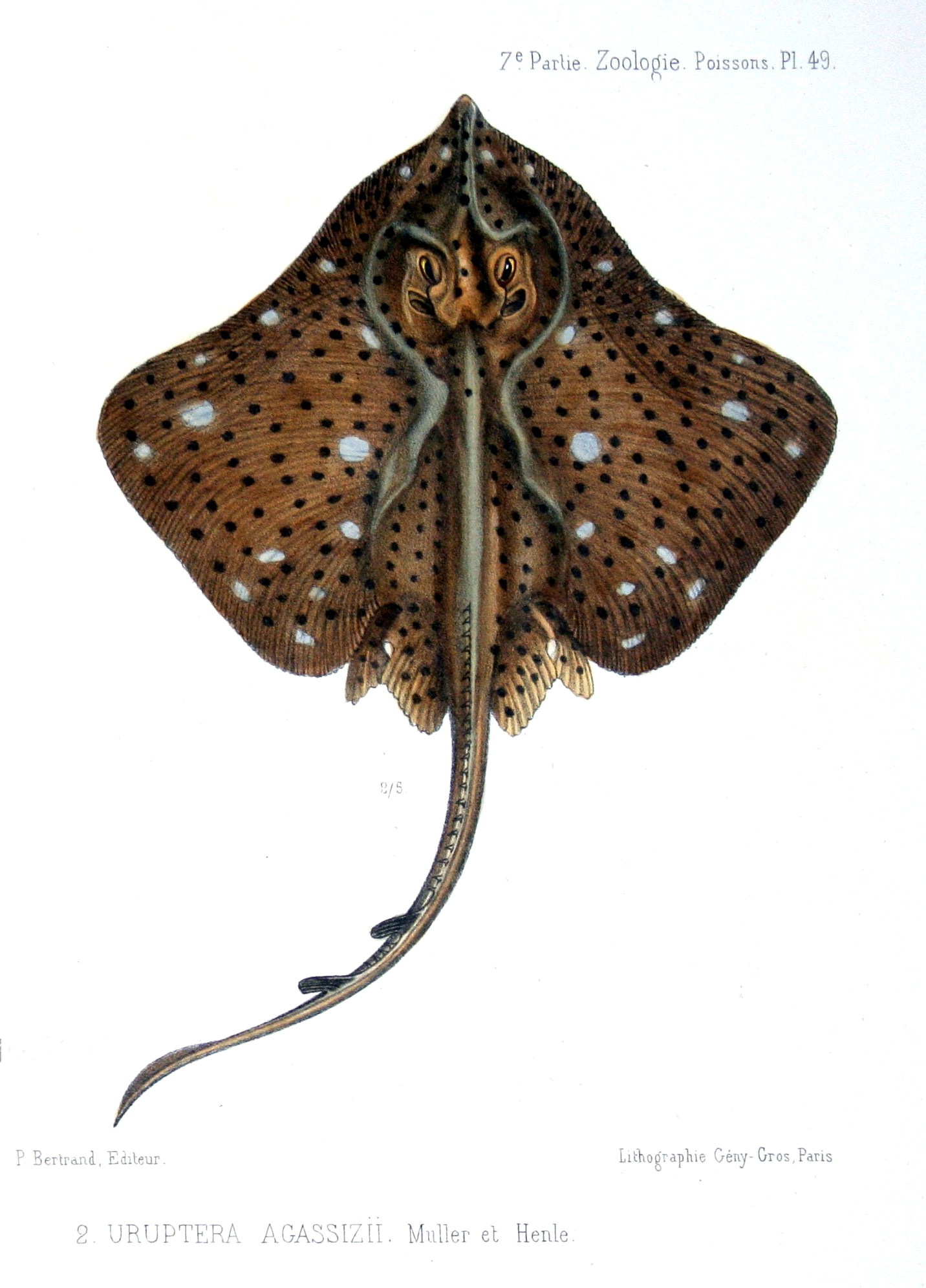
Rioraja agassizii
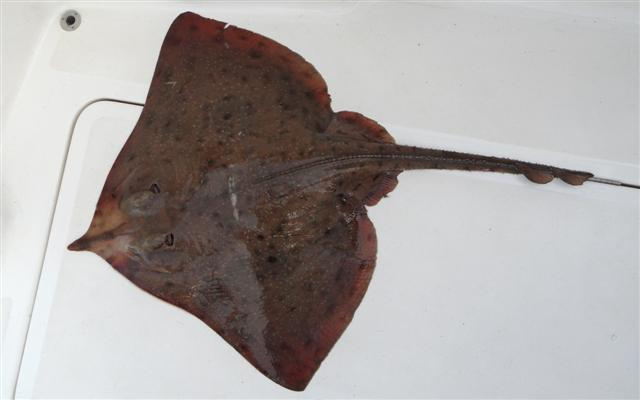
Rostroraja alba